# اسپارتاکوس (فیلم)
اسپارتاکوس (به انگلیسی: Spartacus) فیلمی در ژانر درام-حماسی محصول سال ۱۹۶۰ به کارگردانی استنلی کوبریک است. در این فیلم کرک داگلاس هم تهیه‌کننده بود و هم در نقش اصلی فیلم یعنی اسپارتاکوس بازی می‌کرد. فیلم‌نامهٔ آن، اقتباسی از رمان اسپارتاکوس نوشتهٔ هاوارد فاست در ۱۹۵۱ است.
فیلم اسپارتاکوس برنده چهار جایزه اسکار شد و هم نزد مردم و هم نزد منتقدان جزو یکی از بهترین و ماندگارترین آثار حماسی محسوب می‌شود.

## داستان
اسپارتاکوس که از ۱۳ سالگی در معادن لیبی برای امپراتوری رم بردگی می‌کرد توسط اربابی خریداری می‌شود تا بعد از آموزش تبدیل به یک گلادیاتور شود. اسپارتاکوس در آن مدرسه دلبسته یکی از خدمتکاران بنام وارینیا می‌شود. بزودی او و دیگر بردگان تبدیل به یک گلادیاتور می‌شوند و به‌همراه دیگر بردگان با شورش در مدرسه موفق به فرار می‌شوند. رفته رفته تعداد آنها زیاد شده و قصد مقابله با امپراتوری رم با رهبری اسپارتاکوس را دارند…

## جوایز
| جایزه                        | رده                         | نامزد(ها)                                                | نتیجه    |
| ---------------------------- | --------------------------- | -------------------------------------------------------- | -------- |
| جوایز اسکار                  | بهترین بازیگر نقش مکمل مرد  | پیتر یوستینف                                             | برنده    |
| جوایز اسکار                  | بهترین طراحی صحنه           | الکساندر گلیتزن، اریک اوربام، راسل ای. گوسمن و جولیا هرن | برنده    |
| جوایز اسکار                  | بهترین فیلم‌برداری           | راسل متی                                                 | برنده    |
| جوایز اسکار                  | بهترین طراحی لباس           | آرلینگتن ولس و بیل توماس                                 | برنده    |
| جوایز اسکار                  | بهترین تدوین                | رابرت لارنس                                              | نامزدشده |
| جوایز اسکار                  | بهترین موسیقی فیلم          | الکس نورث                                                | نامزدشده |
| جوایز آکادمی فیلم بریتانیا   | بهترین فیلم                 | استنلی کوبریک                                            | نامزدشده |
| جوایز گلدن گلوب              | بهترین فیلم درام            | بهترین فیلم درام                                         | برنده    |
| جوایز گلدن گلوب              | بهترین بازیگر مرد فیلم درام | لارنس الیویه                                             | نامزدشده |
| جوایز گلدن گلوب              | بهترین بازیگر نقش مکمل مرد  | وودی استرود                                              | نامزدشده |
| جوایز گلدن گلوب              | بهترین بازیگر نقش مکمل مرد  | پیتر اوستینوف                                            | نامزدشده |
| جوایز گلدن گلوب              | بهترین کارگردانی            | استنلی کوبریک                                            | نامزدشده |
| جوایز گلدن گلوب              | بهترین موسیقی               | الکس نورث                                                | نامزدشده |
| جایزه خوابیائو               | فیلم خارجی برجسته           | فیلم خارجی برجسته                                        | برنده    |
| جوایز لورل                   | بهترین عملکرد دراماتیک      | کرک داگلاس                                               | نامزدشده |
| جایزه انجمن نویسندگان آمریکا | بهترین نوشته درام آمریکایی  | دالتون ترامبو                                            | نامزدشده |